# Torschloss Tettnang

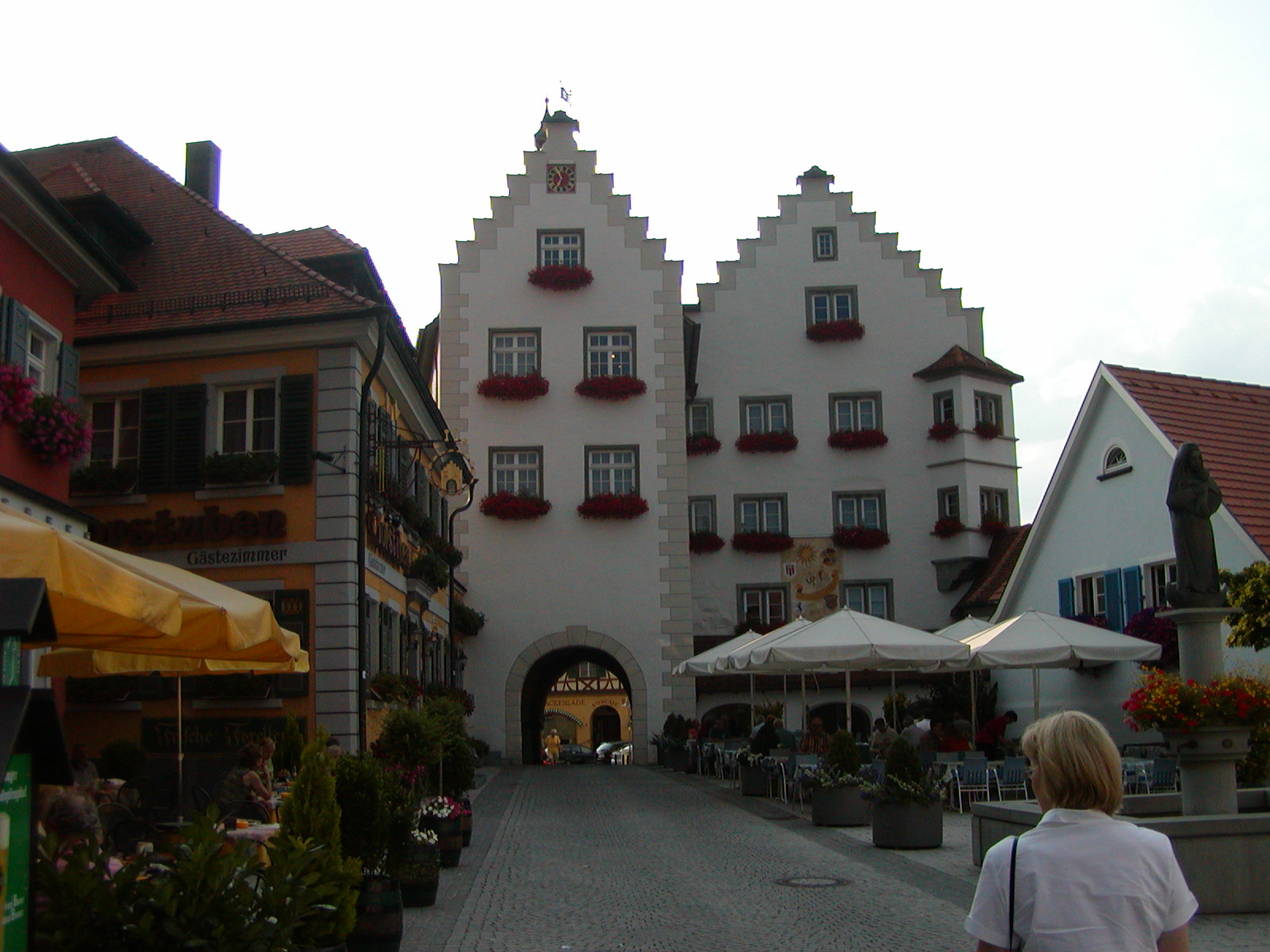
Torschloss mit Bärenplatz

Das Torschloss ist ein Renaissancebau am Rande der Altstadt von Tettnang. Das schlossartige Gebäudeensemble war früher Teil der Stadtbefestigung, diente zeitweise als Residenz der Grafen von Montfort, als Schule und beherbergt heute das städtische Museum und das Stadtarchiv.

## Geschichte

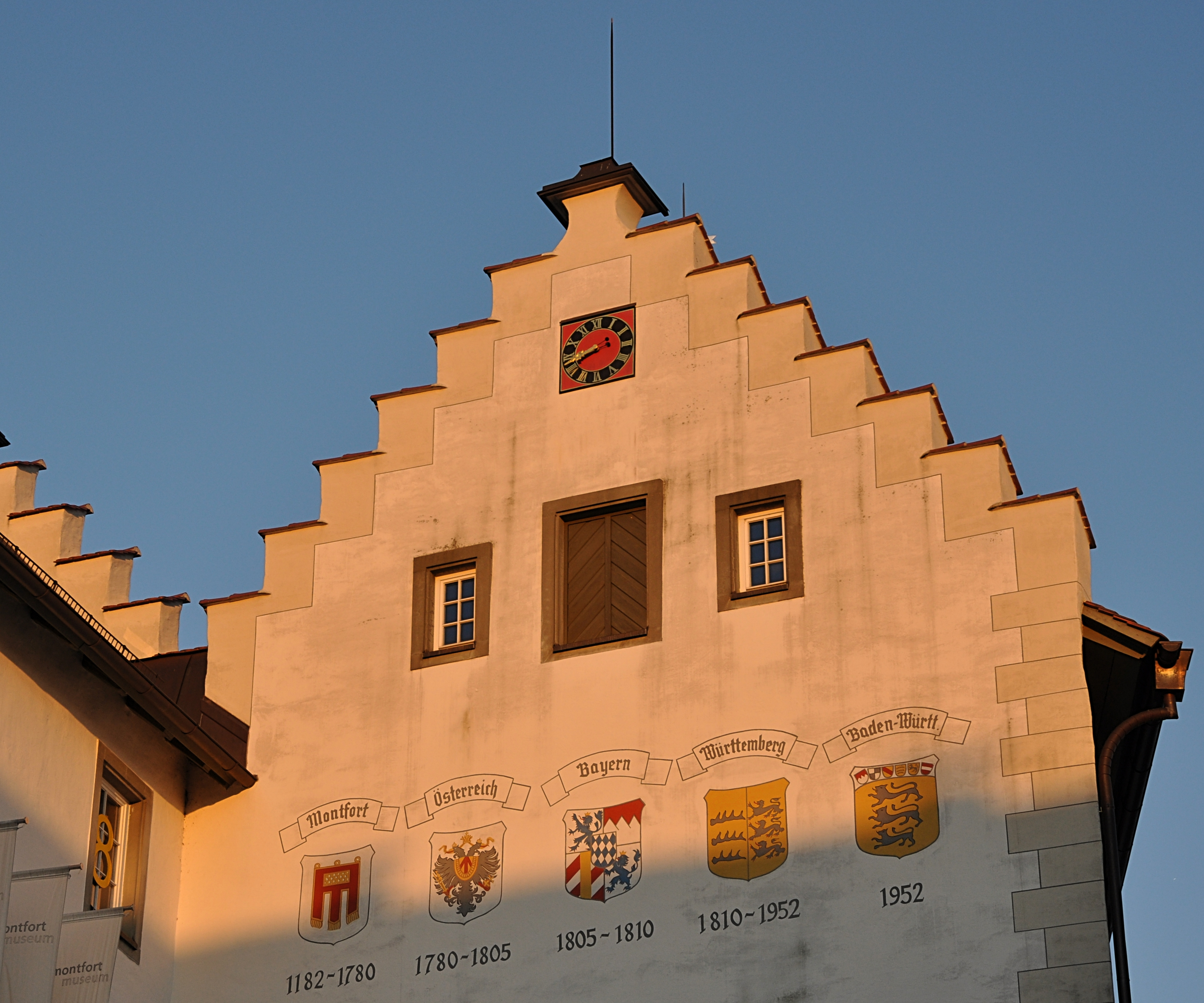
Wappen an der Fassade (Westseite, 2009)

Die Gebäude aus Torturm, Wohnschloss und Schlosskapelle haben ihren Ursprung in der ab 1330 errichteten Stadtbefestigung unter Graf Wilhelm II. von Montfort. Mitte des 16. Jahrhunderts wurden sie an die Familie des Landschreibers Johannes Leuthold verkauft, der das Wohngebäude neu errichtete und 1578 die Kapelle an die Südwestecke anbauen ließ. Nach der Zerstörung der alten Burg kauften 1629 die Grafen von Montfort das Schloss zurück und erweiterten das Ensemble um das anschließende Haus Bär in der Montfortstraße. Derart ausgebaut und modernisiert dienten die Gebäude den Grafen bis zur Fertigstellung des Alten Schlosses Tettnang 1677 als Residenz.
Ende des 18. Jahrhunderts wurde die Stadt Eigentümerin der Gebäude und nutzte sie unter anderem als Schulhaus, die Kapelle als Arrestzelle.
Die Wappen an der Fassade zeigen die wechselnden Herrschaftsverhältnisse:
- 1182–1780 Montfort
- 1780–1805 Österreich
- 1805–1810 Bayern
- 1810–1952 Württemberg
- seit 1952 Baden-Württemberg

## Beschreibung
Ältester bestehender Teil ist das Stadttor mit dem 1464 errichteten Torturm, der mit einer Wappentafel von 1569 geschmückt ist. Der Turm und alle weiteren Gebäude sind mit Staffelgiebel gekrönt. An der Ecke wurde die Heilig-Kreuz-Kapelle angebaut. Die Wohnräume im 2. und 3. Obergeschoss wurden reich bemalt und im 18. Jahrhundert mit Stuckdecken versehen. In der Kapelle haben sich qualitätsvolle Wandmalereien aus der Erbauungszeit erhalten. Sie konnten bei der letzten Renovierung 2002 freigelegt werden. Im Stil der Renaissance zeigen sie ornamentale Zierelemente wie Friese und Girlanden sowie Scheinarchitekturmotive aus Roll- und Beschlagwerkornamenten.

## Umgebung
Vor der Gebäudegruppe befindet sich der Marktplatz. Außerhalb des Tores treffen auf dem Bärenplatz die ehemaligen Durchgangsstraßen nachRavensburg, Wangen, Lindau und Friedrichshafen zusammen. Vor dem Torturm steht ein zweigeschossiger Barockbau von 1780, der dem letzten Grafen von Montfort, Graf Anton IV., als Wohnung diente. Heute befindet sich dort ein Gasthaus mit Hausbrauerei.